# 1990-es síkvízi kajak-kenu világbajnokság
Az 1990-es síkvízi kajak-kenu világbajnokságot a lengyelországi Poznańban rendezték 1990-ben. Ez a huszonharmadik kajak-kenu világbajnokság volt. A magyar csapat az éremtáblázaton a harmadik helyezést érte el összesítésben.

## Éremtáblázat
*   Rendező
  *   Magyarország
| Helyezés | Ország                    | Arany | Ezüst | Bronz | Összesen |
| -------- | ------------------------- | ----- | ----- | ----- | -------- |
| 1.       | Szovjetunió               | 9     | 2     | 6     | 17       |
| 2.       | NDK                       | 5     | 3     | 4     | 12       |
| 3.       | Magyarország              | 2     | 6     | 3     | 11       |
| 4.       | Dánia                     | 1     | 1     | 0     | 2        |
| 4.       | Olaszország               | 1     | 1     | 0     | 2        |
| 6.       | NSZK                      | 1     | 0     | 3     | 4        |
| 7.       | Franciaország             | 1     | 0     | 1     | 2        |
| 8.       | Egyesült Királyság        | 1     | 1     | 0     | 1        |
| 8.       | Norvégia                  | 1     | 0     | 0     | 1        |
| 10.      | Amerikai Egyesült Államok | 0     | 3     | 0     | 3        |
| 11.      | Románia                   | 0     | 2     | 0     | 2        |
| 11.      | Lengyelország             | 0     | 2     | 0     | 2        |
| 13.      | Csehszlovákia             | 0     | 1     | 0     | 1        |
| 13.      | Új-Zéland                 | 0     | 1     | 0     | 1        |
| 15.      | Bulgária                  | 0     | 0     | 3     | 3        |
| 16.      | Ausztrália                | 0     | 0     | 1     | 1        |
| 16.      | Svédország                | 0     | 0     | 1     | 1        |
| Összesen | Összesen                  | 22    | 22    | 22    | 66       |

## Eredmények

### Férfiak

#### Kenu
| Versenyszám | Arany                                                                                 | Arany    | Ezüst                                                                            | Ezüst    | Bronz                                                                            | Bronz    |
| ----------- | ------------------------------------------------------------------------------------- | -------- | -------------------------------------------------------------------------------- | -------- | -------------------------------------------------------------------------------- | -------- |
| C1 500 m    | Mihajlo Szlivinszkij · Szovjetunió                                                    | 1:55,95  | Thomas Zereske · NDK                                                             | 1:56,14  | Nikolaj Buhalov · Bulgária                                                       | 1:57,01  |
| C1 1000 m   | Ivans Klementjevs · Szovjetunió                                                       | 4:01,06  | Zala György · Magyarország                                                       | 4:02,15  | Thomas Zereske · NDK                                                             | 4:02,23  |
| C1 10 000 m | Bohács Zsolt · Magyarország                                                           | 48:48,24 | Jan Bartůněk · Csehszlovákia                                                     | 48:49,24 | Ivans Klementjevs · Szovjetunió                                                  | 48:50,20 |
| C2 500 m    | Viktor Renyejszkij · Nyikolaj Zsuravszkij · Szovjetunió                               | 1:46,01  | Ulrich Papke · Ingo Spelly · NDK                                                 | 1:47,44  | Pálizs Attila · Zala György · Magyarország                                       | 1:48,26  |
| C2 1000 m   | Ulrich Papke · Ingo Spelly · NDK                                                      | 3:38,45  | Gheorghe Andriev · Vasile Lehaci · Románia                                       | 3:40,14  | Alekszandr Gramovics · Jurij Gurin · Szovjetunió                                 | 3:40,22  |
| C2 10 000 m | Arne Nielsson · Christian Frederiksen · Dánia                                         | 43:04,38 | Gheorghe Andriev · Vasile Lehaci · Románia                                       | 44:02,77 | Andrej Balabanov · Viktor Dobrotvorszkij · Szovjetunió                           | 44:05,59 |
| C4 500 m    | Viktor Renyejszkij · Nyikolaj Zsuravszkij · Jurij Gurin · Valerij Vesko · Szovjetunió | 1:37,00  | Bohács Zsolt · Hoffmann Ervin · Leikep Gusztáv · Szabó Attila · Magyarország     | 1:38,51  | Nikolaj Buhalov · Traicso Draganov · Paiszij Ljubenov · Dejan Szlavov · Bulgária | 1:38,68  |
| C4 1000 m   | Jurij Gurin · Nyikolaj Zsuravszkij · Viktor Renyejszkij · Valerij Vesko · Szovjetunió | 3:24,74  | Boldizsár Gáspár · Hoffmann Ervin · Leikep Gusztáv · Szabó Attila · Magyarország | 3.26,66  | Nikolaj Buhalov · Traicso Draganov · Paiszij Ljubenov · Dejan Szlavov · Bulgária | 3:27,67  |

#### Kajak
| Versenyszám | Arany                                                                                      | Arany    | Ezüst                                                                                             | Ezüst    | Bronz                                                                         | Bronz    |
| ----------- | ------------------------------------------------------------------------------------------ | -------- | ------------------------------------------------------------------------------------------------- | -------- | ----------------------------------------------------------------------------- | -------- |
| K1 500 m    | Szergej Kalesznyik · Szovjetunió                                                           | 1:43,58  | Mike Herbert · Amerikai Egyesült Államok                                                          | 1.43,93  | Martin Hunter · Ausztrália                                                    | 1:44,52  |
| K1 1000 m   | Knut Holmann · Norvégia                                                                    | 3:33,18  | Maicej Freimut · Lengyelország                                                                    | 3:35,29  | Philippe Boccara · Franciaország                                              | 3:35,40  |
| K1 10 000 m | Philippe Boccara · Franciaország                                                           | 42.24,03 | Greg Barton · Amerikai Egyesült Államok                                                           | 42:24,36 | Torsten Krentz · NDK                                                          | 42:26,64 |
| K2 500 m    | Szergej Kalesznyik · Anatolij Tyiscsenko · Szovjetunió                                     | 1:33,82  | Mike Herbert · Terry Kent · Amerikai Egyesült Államok                                             | 1:34,96  | Kay Bluhm · Torsten Gutsche · NDK                                             | 1:35,05  |
| K2 1000 m   | Kay Bluhm · Torsten Gutsche · NDK                                                          | 3:15,77  | Vlagyimir Bobresov · Artūras Vieta · Szovjetunió                                                  | 3:16,84  | Szabó Gábor · Petrovics Béla · Magyarország                                   | 3:17,05  |
| K2 10 000 m | Grayson Burne · Ivan Lawler · Egyesült Királyság                                           | 39:48,21 | Ian Ferguson · Paul MacDonald · Új-Zéland                                                         | 39:49,28 | Borisz Danyilov · Vlagyimir Mozsejko · Szovjetunió                            | 39:49,70 |
| K4 500 m    | Oleg Gorobij · Szergej Kirszanov · Alekszandr Motuzenko · Viktor Puszev · Szovjetunió      | 1:25,20  | Matthias Hoppe · Uwe Münch · Andreas Stähle · André Wohllebe · NDK                                | 1:26,40  | Ábrahám Attila · Csipes Ferenc · Kajner Gyula · Petrovics Béla · Magyarország | 1:27,05  |
| K4 1000 m   | Ábrahám Attila · Csipes Ferenc · Fidel László · Gyulay Zsolt · Magyarország                | 2:57,89  | Szergej Kalesznyik · Szergej Kirszanov · Alekszandr Motuzenko · Anatolij Tyiscsenko · Szovjetunió | 2:58,98  | Kay Bluhm · Torsten Guitsche · Tostern Krentz · André Wohllebe · NDK]         | 2:59,05  |
| K4 10 000 m | Dmitrij Bankovszkij · Vlagyimir Bobresov · Alekszandr Mizgin · Artūras Vieta · Szovjetunió | 35:21,86 | Andrzej Gajewski · Andrzej Gryczko · Grzegorz Kaleta · Mariusz Rutkowski · Lengyelország          | 35:24,30 | Gunar Olsson · Hans Olsson · Peter Orban · Kalle Sundqvist · Svédország       | 35:30,63 |

### Nők

#### Kajak
| Versenyszám | Arany                                                              | Arany    | Ezüst                                                                     | Ezüst    | Bronz                                                                    | Bronz    |
| ----------- | ------------------------------------------------------------------ | -------- | ------------------------------------------------------------------------- | -------- | ------------------------------------------------------------------------ | -------- |
| K1 500 m    | Josefa Idem · Olaszország                                          | 1:57,58  | Yvonne Knudsen · Dánia                                                    | 1:57,87  | Katrin Borchert · NSZK                                                   | 1:57,96  |
| K1 5000 m   | Katrin Borchert · NSZK                                             | 22:34,17 | Josefa Idem · Olaszország                                                 | 22:35,23 | Irina Szalomikova · Szovjetunió                                          | 22:39,04 |
| K2 500 m    | Ramona Portwich · Anke von Seck · NDK                              | 1:46,92  | Dónusz Éva · Mészáros Erika · Magyarország                                | 1:48,45  | Katrin Borchert · Monika Bunke · NSZK                                    | 1:49,34  |
| K2 5000 m   | Ramona Portwich · Anke von Seck · NDK                              | 20:46,63 | Dónusz Éva · Mészáros Erika · Magyarország                                | 20:47,16 | Jekatyerina Koniovszkaja · Nyelli Korbukova · Szovjetunió                | 20:51,71 |
| K4 500 m    | Silke Bull · Ramona Portwich · Heike Rabenow · Anke von Seck · NDK | 1:35,58  | Dónusz Éva · Huber Henriette · Kőbán Rita · Mészáros Erika · Magyarország | 1:36,29  | Marcella Bednar · Katrin Borchert · Monika Bunke · Catrin Fischer · NSZK | 1:37,09  |

## A magyar csapat
Az 1990-es magyar vb keret tagjai:
| férfiak kajak | férfiak kajak                                            | férfiak kajak |
| ------------- | -------------------------------------------------------- | ------------- |
| K1 500 m      | Gyulay Zsolt                                             | 5.            |
| K2 500 m      | Fidel László Szabó Gábor                                 | 4.            |
| K4 500 m      | Ábrahám Attila Csipes Ferenc Kajner Gyula Petrovics Béla | Bronzérem     |
| K1 1000 m     | Gyulay Zsolt                                             | 8.            |
| K2 1000 m     | Szabó II. Gábor Petrovics Béla                           | Bronzérem     |
| K4 1000 m     | Ábrahám Attila Csipes Ferenc Fidel László Gyulay Zsolt   | Aranyérem     |
| K1 10 000 m   | Petrovics Béla                                           | 19.           |
| K2 10 000 m   | Ábrahám Attila Szabó II. Gábor                           | 19.           |
| K4 10 000 m   | Kulcsár Gábor Vincze László Csipes Ferenc Böjti Zsolt    | 13.           |

| férfi kenu  | férfi kenu                                                  | férfi kenu |
| ----------- | ----------------------------------------------------------- | ---------- |
| C1 500 m    | Szabó Attila                                                | 4.         |
| C2 500 m    | Pálizs Attila Zala György                                   | Bronzérem  |
| C4 500 m    | Bohács Zsolt Hoffmann Ervin Leikep Gusztáv Szabó Attila     | Ezüstérem  |
| C1 1000 m   | Zala György                                                 | Ezüstérem  |
| C2 1000 m   | Pálizs Attila Zala György                                   | 7.         |
| C4 1000 m   | Boldizsár Gáspár Hoffmann Ervin Leikep Gusztáv Szabó Attila | Ezüstérem  |
| C1 10 000 m | Bohács Zsolt                                                | Aranyérem  |
| C2 10 000 m | Gyulai István Szabó Lajos                                   | 6.         |

| nők kajak | nők kajak                                            | nők kajak |
| --------- | ---------------------------------------------------- | --------- |
| K1 500 m  | Gyulay Katalin                                       | 5.        |
| K2 500 m  | Dónusz Éva Mészáros Erika                            | Ezüstérem |
| K4 500 m  | Dónusz Éva Huber Henriette Kőbán Rita Mészáros Erika | Ezüstérem |
| K1 5000 m | Gyulay Katalin                                       | 4.        |
| K2 5000 m | Dónusz Éva Mészáros Erika                            | Ezüstérem |